# Monastère de Neamț
Le Monastère de Neamț (Mănăstirea Neamț en Roumain), monastère de l'Église orthodoxe roumaine est une des plus vieilles et importantes constructions religieuses en Roumanie. Il a été construit au cours du XIVe siècle et constitue un exemple d'architecture moldave médiévale.

## Emplacement
Le monastère est situé au nord-est de la Roumanie, dans le Județ de Neamț, à 10 km à l'ouest de Târgu Neamț. On peut s'y rendre par voiture (route nationale DN 15B) et en train (gare de chemin de fer de Târgu Neamț) ; l'aéroport le plus proche est celui de Suceava, situé à 60 km plus au nord.

## Histoire
Le monastère est né de l'implantation de moines au début du XIVe siècle. Dans la deuxième moitié du siècle, le voïvode de Moldavie Petru Mușat (1375-1391) fait édifier la première église en pierres.
C'est cependant Étienne le Grand qui donne son ampleur au monastère en faisant rebâtir l'église ; les travaux sont achevés après sa victoire sur le roi de Pologne Jean Ier Albert Jagellon et l'église est consacrée le 14 novembre 1497 à l'Ascension (Înălțerea Domnului).
Le monastère prend une grande importance dans l'histoire de la Moldavie médiévale; notamment par sa bibliothèque et sa production de manuscrits et d'icônes.
Après une période de déclin aux XVIIe siècle et XVIIIe siècle, le monastère reprend une importance certaine au début du XIXe siècle avec l'installation de presses d'imprimerie.

## Architecture
Le monastère est un des meilleurs exemples de l'architecture moldave du Moyen Âge dans toute sa maturité. Le délicat décor extérieur de l'église principale en est une preuve : ouvertures gothiques, décor de briques naturelles et vernissées. 

## Œuvres d'art
L'église renferme le tombeau d'Étienne II de Moldavie, fils d'Alexandru cel Bun ainsi que de nombreuses icônes.
Le trésor possède de nombreuses miniatures du XVe siècle. La bibliothèque (11 000 volumes) est une des plus riches en manuscrits anciens de Roumanie.

## Galerie

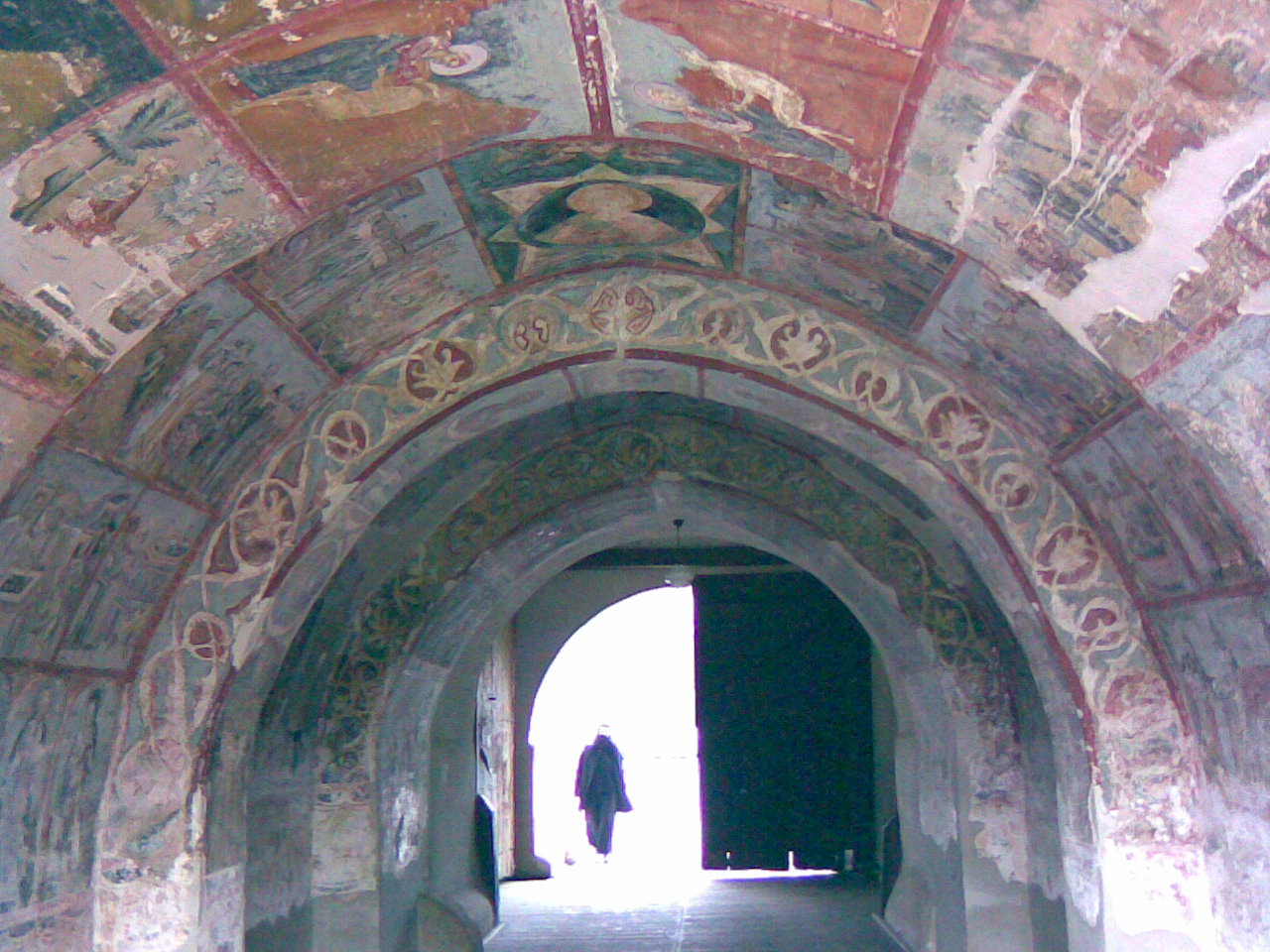
Fresques dans la galerie de la tour d'entrée
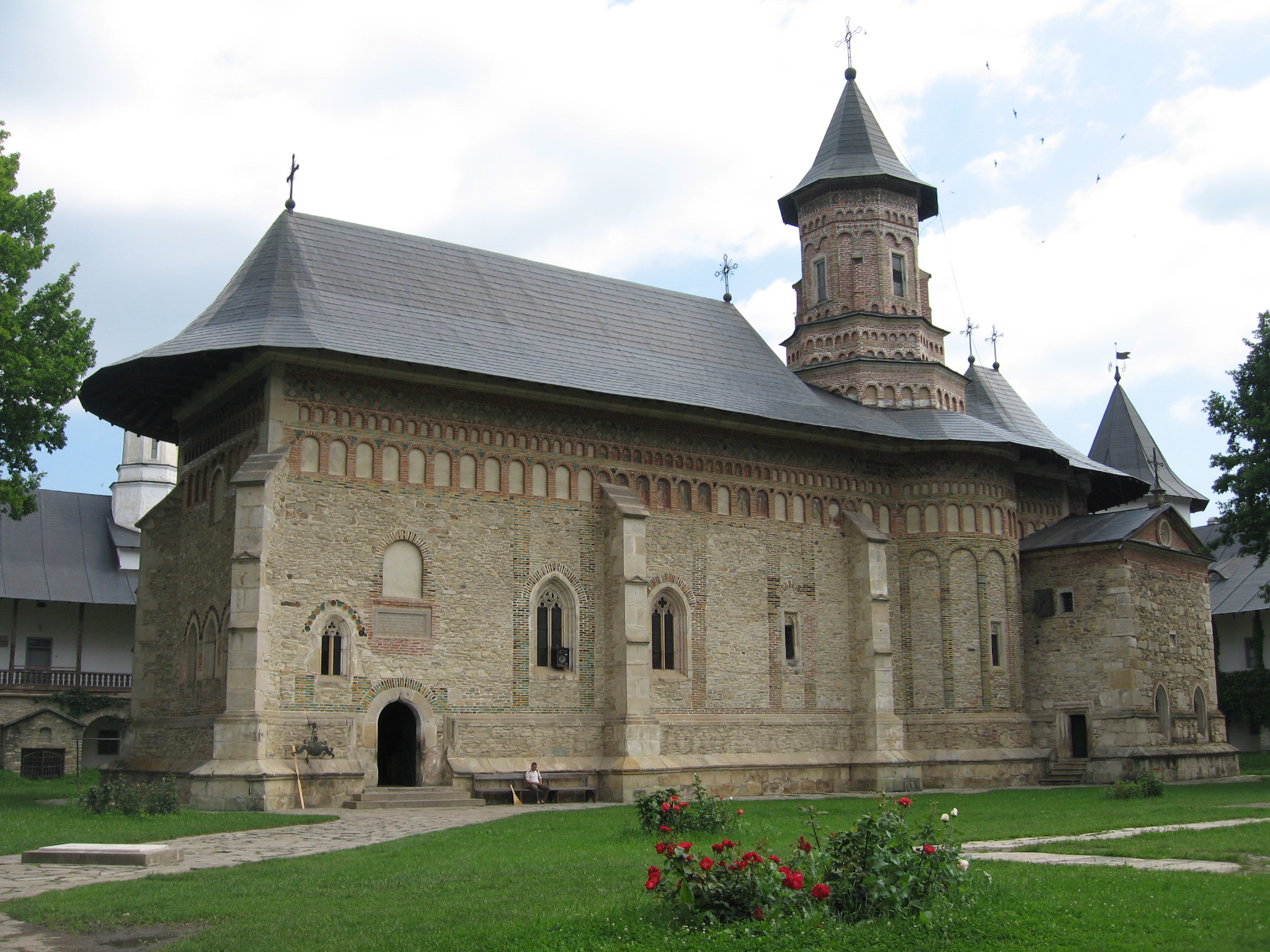
L'église du monastère
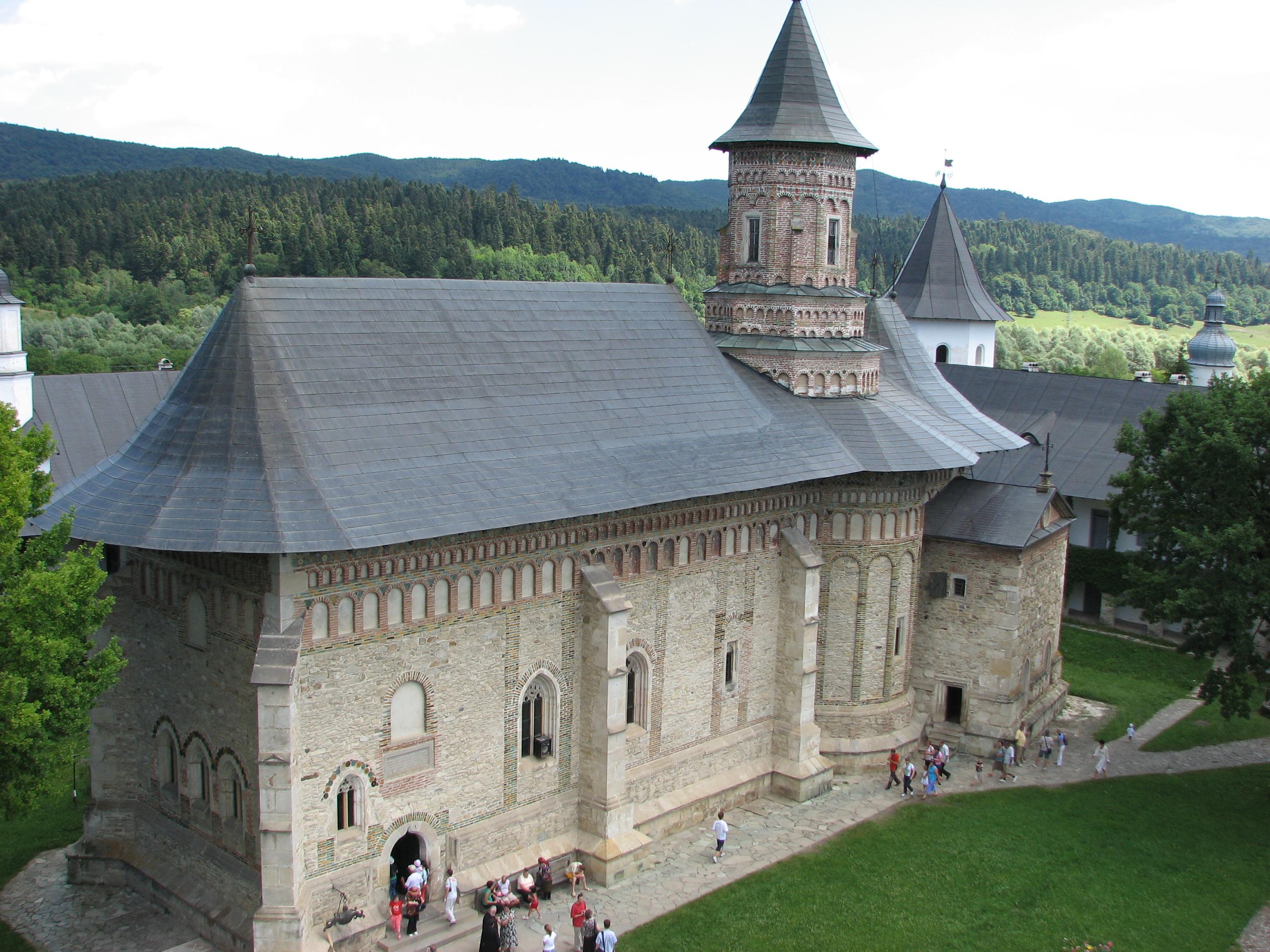
L'église du monastère
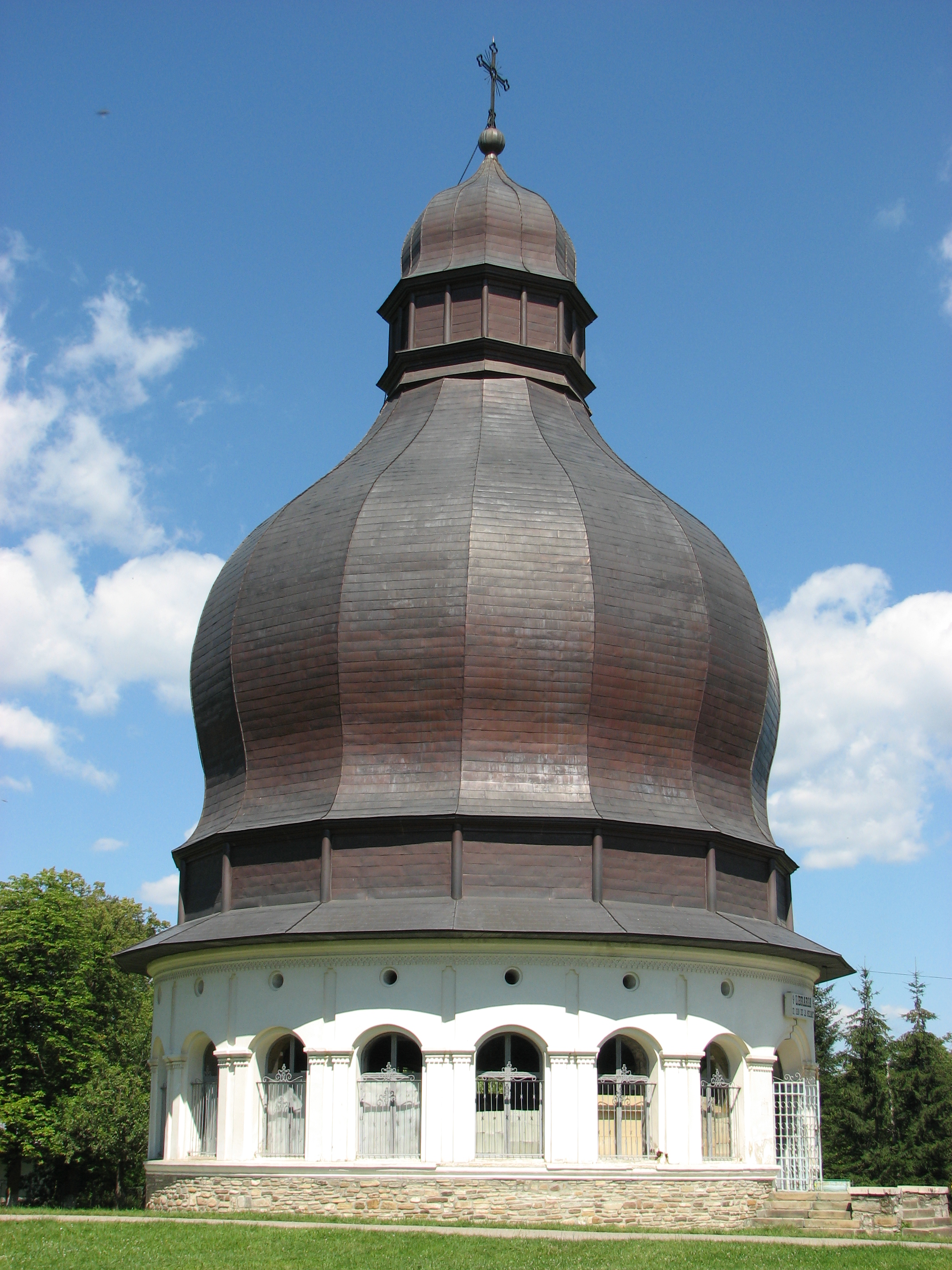
Baptistère
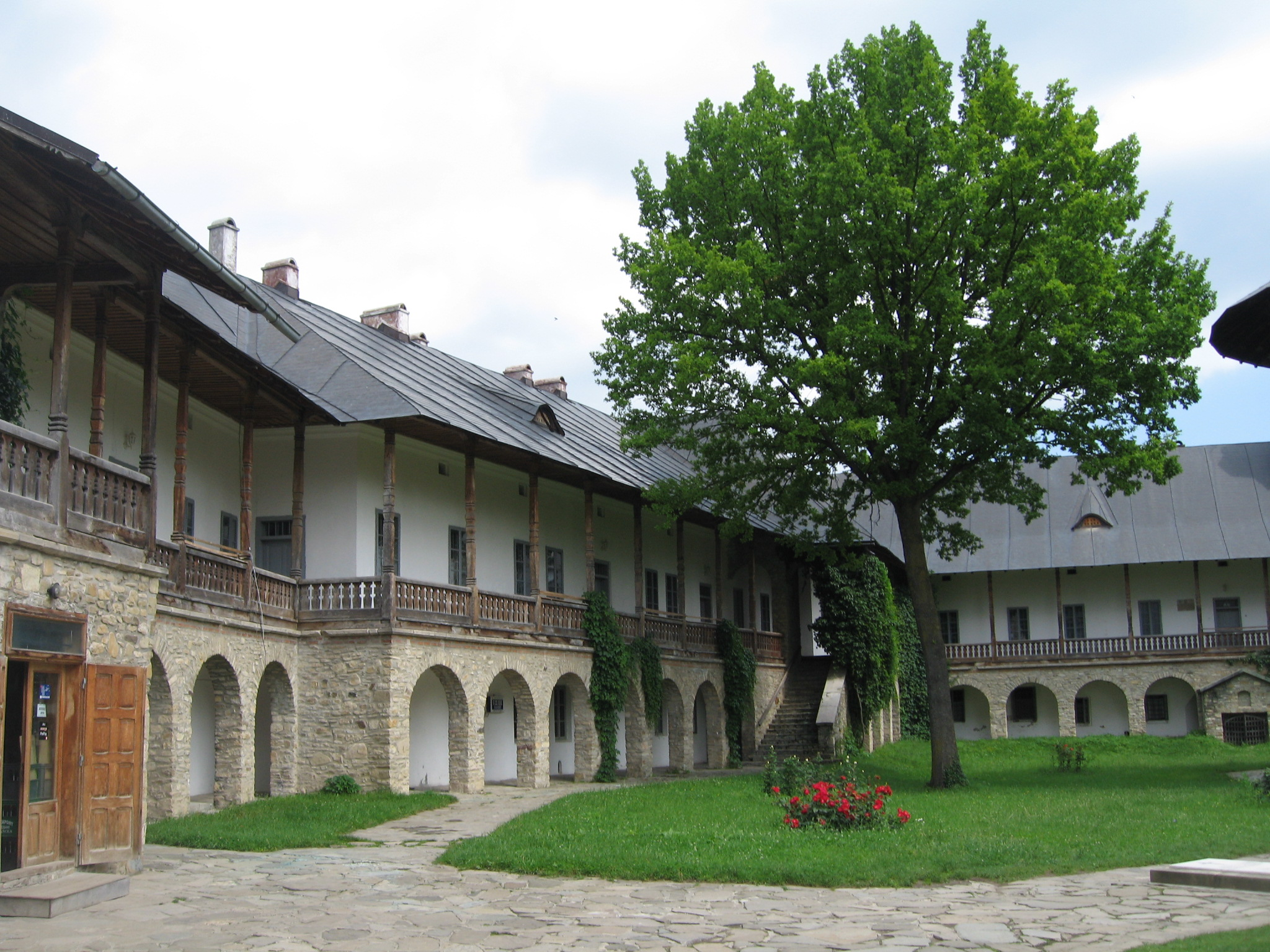
Le cloître
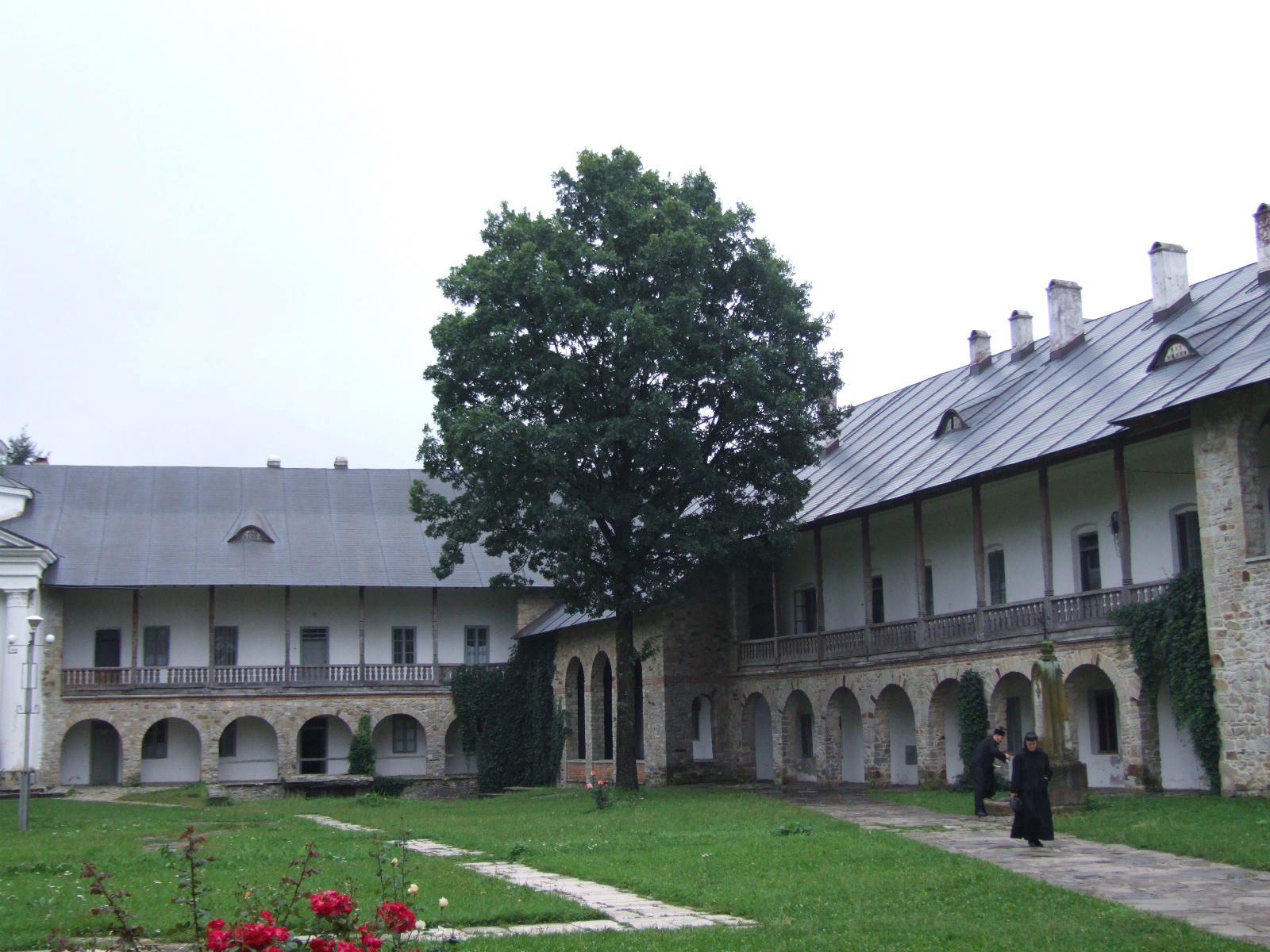
Le cloître
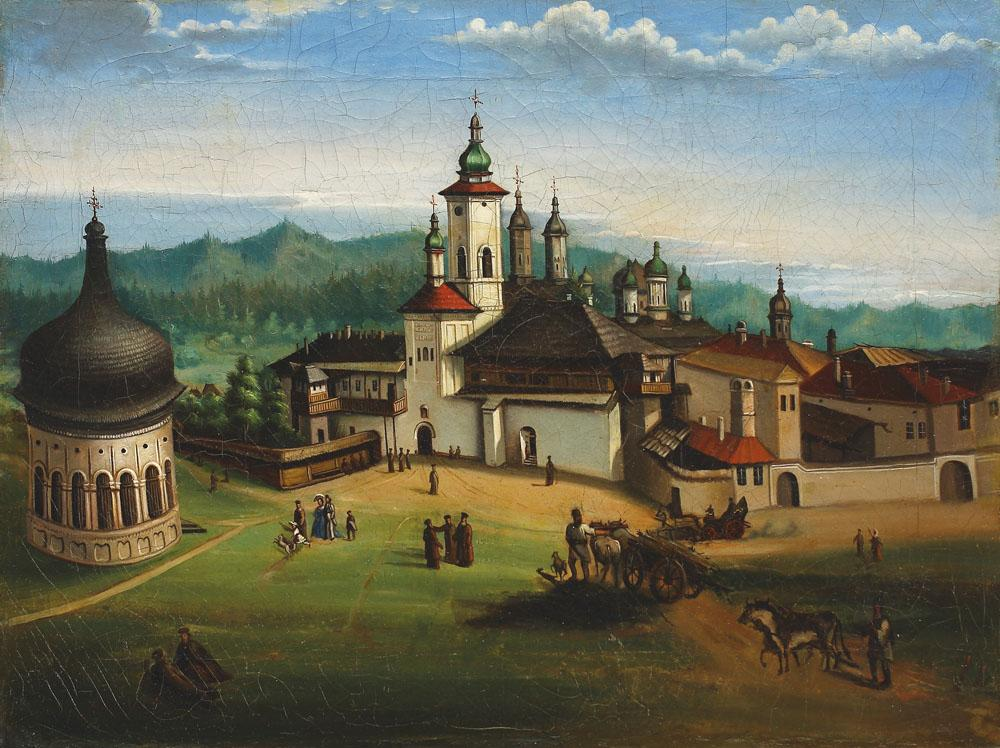
Le monastère au milieu du XIXe siècle